# Sent Jòri de Chalés
Sent Jòri de Chalés (en francès Saint-Jory-de-Chalais) és un municipi francès situat al departament de la Dordonya i a la regió de la Nova Aquitània.

## Demografia
| 1962                                       | 1968 | 1975 | 1982 | 1990 | 1999 | 2007 |
| ------------------------------------------ | ---- | ---- | ---- | ---- | ---- | ---- |
| 978                                        | 943  | 827  | 677  | 600  | 595  | 630  |
| Des de 1962: població sense dobles comptes |      |      |      |      |      |      |

## Administració
| Període | Identitat       | Partit |
| ------- | --------------- | ------ |
| 1983-   | Bernard Vauriac | PS     |

## Agermanaments
- Romrod